# タンジェMED港
タンジェMED港（タンジェMEDこう、アラビア語: ميناء طنجة المتوسط、フランス語: Port de Tanger Med）は、モロッコ北部のタンジェから東に40Kmに位置し、地中海に面している港湾である。

## 概要
タンジェMED港は世界77カ国186港を結ぶアフリカ最大の港湾である。地中海の入口に面しているため、物流ハブとしての地位が高く、コンテナ取扱量扱い量はアフリカで第1位、世界で第22位である。また、タンジェMED港には1000社以上の企業が拠点を置いており、2020年にはタンジェMED港を含むタンジェMEDフリーゾーンがフィナンシャル・タイムズの調査による世界フリーゾーン経済特区ランキングで第2位にランクインした。

タンジェMEDは4のコンテナターミナルから形成されていて最大900万TEUのコンテナを処理する能力がある。この港で輸入された商品は接続されている高速道路や鉄道でモロッコ各地に運ばれる。
また、モロッコにおける自動車の輸出入の主要拠点でもあり、2022年には478,589台もの自動車がこの港湾より輸出入された。

## フェリー
タンジェMED港はフェリーターミナルの役割も果たしている。スペインとイタリアとの間に定期航路が設定されている。
| 行き先                 | 所要時間      | 頻度      |
| ---------------------- | ------------- | --------- |
| スペイン、モトリル     | 約8時間       | 週7回     |
| スペイン、アルヘシラス | 30分~1時間半  | 一日数回  |
| スペイン、バルセロナ   | 約28時間      | 最大週3回 |
| スペイン、マラガ       | 約6時間       | 週1回     |
| イタリア、ジェノヴァ   | 50時間~55時間 | 最大週3回 |
| イタリア、サヴォーナ   | 約47時間      | 週1回     |